# Mein Härtz läßt dich grüßen
Mein Härtz läßt dich grüßen (MHldg) war eine Band aus Hameln, die 1979 gegründet wurde und der Neuen Deutschen Welle (NDW) zugerechnet wird.
Die Band gab einige Konzerte quer durch Deutschland und erreichte speziell im Einzugsbereich Hameln und Hannover eine lokale Berühmtheit. Die Weihnachtskonzerte in der damaligen Sumpfblume in Hameln, erreichten schnell einen Kultstatus.

## Diskografie
- 1982: Aus vollem Halse und von ganzem Herzen (Album, Schweine Sound Records)